# Pływanie na Igrzyskach Ameryki Południowej 2018
Pływanie na Igrzyskach Ameryki Południowej 2018 odbywało się w dniach 27–30 maja 2018 roku w Centro Acuático G.A.M.C. w Cochabamba w trzydziestu dwóch konkurencjach indywidualnych i zespołowych.

## Podsumowanie

### Klasyfikacja medalowa
| Klasyfikacja medalowa | Klasyfikacja medalowa | Klasyfikacja medalowa | Klasyfikacja medalowa | Klasyfikacja medalowa | Klasyfikacja medalowa |
| --------------------- | --------------------- | --------------------- | --------------------- | --------------------- | --------------------- |
| Miejsce               | Reprezentacja         | Złoto                 | Srebro                | Brąz                  | Razem                 |
| 1                     | Brazylia              | 17                    | 9                     | 5                     | 31                    |
| 2                     | Kolumbia              | 7                     | 7                     | 9                     | 23                    |
| 3                     | Wenezuela             | 2                     | 8                     | 7                     | 17                    |
| 4                     | Chile                 | 2                     | 0                     | 0                     | 2                     |
| 5                     | Peru                  | 1                     | 2                     | 5                     | 8                     |
| 6                     | Paragwaj              | 1                     | 2                     | 3                     | 6                     |
| 7                     | Ekwador               | 1                     | 1                     | 2                     | 4                     |
| 8                     | Surinam               | 1                     | 0                     | 1                     | 2                     |
| 9                     | Boliwia               | 0                     | 3                     | 0                     | 3                     |

### Medaliści
| Konkurencja               | 1. miejsce | 1. miejsce | 2. miejsce | 2. miejsce | 3. miejsce | 3. miejsce |
| Mężczyźni                 | Mężczyźni | Mężczyźni  | Mężczyźni | Mężczyźni  | Mężczyźni | Mężczyźni  |
| ------------------------- | --- | ---------- | --- | ---------- | --- | ---------- |
| 50 m stylem dowolnym      | Renzo Tjon-A-Joe | 22,65      | Cristian Quintero | 22,71      | André Calvelo | 22,80      |
| 100 m stylem dowolnym     | Breno Correia | 49,40      | Cristian Quintero | 49,86      | Renzo Tjon-A-Joe                                                                                                  | 50,12      |
| 200 m stylem dowolnym     | Fernando Scheffer | 1:50,75    | Cristian Quintero | 1:50,89    | Benjamin Hockin                                                                                                   | 1:52,03    |
| 400 m stylem dowolnym     | Guilherme Costa | 3:57,31    | Rafael Davila | 3:58,92    | Esteban Enderica                                                                                                  | 4:01,62    |
| 1500 m stylem dowolnym    | Esteban Enderica | 15:38,16   | Guilherme Costa | 15:46,60   | Rafael Davila | 16:08,12   |
| 100 m stylem grzbietowym  | Gabriel Fantoni | 55,89      | Omar Pinzón | 56,31      | Charles Hockin | 56,65      |
| 200 m stylem grzbietowym  | Gabriel Fantoni | 2:04,41    | Matías López | 2:04,62    | Omar Pinzón | 2:05,37    |
| 100 m stylem klasycznym   | Jorge Murillo | 1:01,14    | Renato Prono | 1:02,10    | Carlos Mahecha | 1:03,13    |
| 200 m stylem klasycznym   | Jorge Murillo | 2:14,43    | Carlos Mahecha | 2:18,49    | Juan Sequera | 2:20,95    |
| 100 m stylem motylkowym   | Kaue Carvalho | 53,90      | Esnaider Reales | 53,92      | Matheus Gonche | 54,41      |
| 200 m stylem motylkowym   | Kaue Carvalho | 2:02,37    | David Arias | 2:03,37    | Miguel Armijos | 2:05,17    |
| 200 m stylem zmiennym     | Omar Pinzón | 2:06,37    | Juan Sequera | 2:06,58    | Matías López | 2:06,96    |
| 400 m stylem zmiennym     | Matías López | 4:38,76    | Andy Arteta | 4:46,15    | Gustavo Gutiérrez                                                                                                 | 4:49,26    |
| 4 × 100 m stylem dowolnym | WenezuelaJesus López (50,96) · Bryan Chavez (49,70) · Alberto Mestre (49,73) · Cristian Quintero (49,13)                     | 3:19,52    | BrazyliaMarco Ferreira Júnior (50,90) · Breno Correia (48,99) · André Luiz de Souza (50,20) · Fernando Scheffer (50,04) | 3:20,13    | KolumbiaCardenio Fernández (52,25) · Esnaider Reales (51,82) · Carlos Mahecha (51,78) · David Arias (51,67)       | 3:27,52    |
| 4 × 200 m stylem dowolnym | BrazyliaBreno Correia (1:48,30) · André Luiz de Souza (1:53,92) · Kaue Carvalho (1:53,67) · Fernando Scheffer (1:55,80)      | 7:31,69    | WenezuelaBryan Chavez (1:54,00) · Andy Arteta (1:56,37) · Rafael Davila (1:56,53) · Cristian Quintero (1:52,89)         | 7:39,79    | KolumbiaJuan Morales (1:55,01) · Omar Pinzón (2:03,30) · David Arias (1:57,16) · Esnaider Reales (1:54,64)        | 7:50,11    |
| 4 × 100 m stylem zmiennym | KolumbiaOmar Pinzón (56,24) · Jorge Murillo (1:00,78) · Esnaider Reales (54,12) · Cardenio Fernández (51,69)                 | 3:42,83    | BrazyliaGabriel Fanton (55,54) · Yuri Vieira (1:04,34) · Kaue Carvalho (53,93) · Marco Ferreira Júnior (49,34)          | 3:43,15    | WenezuelaRobinson Molina (57,81) · Juan Sequera (1:03,08) · Bryan Chavez (54,92) · Cristian Quintero (49,18)      | 3:44,99    |
| Kobiety                   | |            | |            | |            |
| 50 m stylem dowolnym      | Isabella Arcila | 25,25      | Karen Torrez | 25,60      | Jeserik Pinto | 25,96      |
| 100 m stylem dowolnym     | Isabella Arcila | 55,81      | Karen Torrez | 56,41      | Jeserik Pinto | 56,66      |
| 200 m stylem dowolnym     | Gabrielle Roncatto | 2:04,61    | Rafaela Raurich | 2:04,80    | María Paula Álvarez                                                                                               | 2:04,90    |
| 400 m stylem dowolnym     | Kristel Köbrich | 4:19,58    | Gabrielle Roncatto | 4:25,70    | María Paula Álvarez                                                                                               | 4:25,88    |
| 800 m stylem dowolnym     | Kristel Köbrich | 8:47,82    | Samantha Arévalo | 9:00,95    | Beatriz Dizotti                                                                                                   | 9:02,76    |
| 100 m stylem grzbietowym  | Isabella Arcila | 1:01,82    | Fernanda de Goeij | 1:02,94    | McKenna DeBever                                                                                                   | 1:04,88    |
| 200 m stylem grzbietowym  | Andrea Hurtado | 2:19,13    | Fernanda de Goeij | 2:19,55    | Sofía Melo | 2:22,94    |
| 100 m stylem klasycznym   | Ana Carolina Vieira | 1:11,59    | Mercedes Toledo | 1:11,83    | Bruna Monteiro Leme                                                                                               | 1:11,84    |
| 200 m stylem klasycznym   | Bruna Monteiro Leme | 2:35,67    | Beatriz Brandão Lysy | 2:35,79    | Mercedes Toledo                                                                                                   | 2:37,16    |
| 100 m stylem motylkowym   | Jeserik Pinto | 1:00,70    | Karen Torrez | 1:00,96    | Clarissa Rodrigues                                                                                                | 1:02,40    |
| 200 m stylem motylkowym   | Beatriz Dizotti | 2:18,59    | Azra Avdic | 2:20,37    | María Román | 2:21,98    |
| 200 m stylem zmiennym     | Gabrielle Roncatto | 2:20,11    | Bruna Monteiro Leme | 2:20,88    | McKenna DeBever                                                                                                   | 2:21,25    |
| 400 m stylem zmiennym     | Gabrielle Roncatto | 5:04,91    | Azra Avdic | 5:05,02    | María Román | 5:12,72    |
| 4 × 100 m stylem dowolnym | BrazyliaAna Carolina Vieira (57,63) · Camila Mello (56,70) · Clarissa Rodrigues (58,00) · Rafaela Raurich (57,88)            | 3:50,21    | KolumbiaValentina Becerra (59,94) · Karen Durango (1:00,14) · María Paula Álvarez (58,24) · Isabella Arcila (56,19)     | 3:54,21    | WenezuelaFabiana Pesce (1:00,35) · Andrea Garrido (59,60) · Mariangela Cincotti (1:00,35) · Jeserik Pinto (56,11) | 3:56,41    |
| 4 × 200 m stylem dowolnym | BrazyliaAna Carolina Vieira (2:05,86) · Camila Mello (2:04,54) · Rafaela Raurich · Gabrielle Roncatto                        | 8:31,93    | KolumbiaKaren Durango (2:09,89) · María Román (2:09,68) · Isabella Arcila (2:07,67) · María Paula Álvarez (2:05,60)     | 8:32,84    | PeruJessica Cattaneo (2:08,05) · Azra Avdic (2:06,93) · Andrea Hurtado (2:10,32) · María Bramont-Arias (2:10,99)  | 8:36,29    |
| 4 × 100 m stylem zmiennym | BrazyliaFernanda de Goeij (1:03,61) · Ana Carolina Vieira (1:11,40) · Clarissa Rodrigues (1:02,06) · Rafaela Raurich (56,61) | 4:13,68    | KolumbiaIsabella Arcila (1:02,57) · Karina Vivas (1:11,53) · Valentina Becerra (1:02,55) · María Paula Álvarez (57,68)  | 4:14,33    | PeruAndrea Hurtado (1:06,76) · McKenna DeBever (1:16,30) · Azra Avdic (1:04,81) · Jessica Cattaneo (58,63)        | 4:26,50    |